# Intelsat 708
El Intelsat 708 fue un satélite de telecomunicaciones construido por la compañía estadounidense Space Systems/Loral para Intelsat. Fue destruido el 15 de febrero de 1996 cuando el cohete Larga Marcha 3B falló durante el lanzamiento desde el Centro de Lanzamiento de Satélites de Xichang en China. El cohete se desvió de su trayectoria inmediatamente tras el despegue, acabando estrellándose en un pueblo cercano, matando a seis personas según cifras oficiales del gobierno chino, pero en torno a los centenares o miles según estimaciones de fuentes estadounidenses.
La investigación del accidente identificó un fallo en el sistema de guiado del Larga Marcha 3B. Tras este accidente, los cohetes Larga Marcha incrementaron sustancialmente su fiabilidad, no volviendo a fallar hasta 2011. Aun así, se generó una gran controversia en los EE. UU. debido a la participación de compañías de dicho país en el Intelsat 708 y Apstar 2 (que también se destruyó en pleno vuelo años antes). Una investigación gubernamental descubrió a través de los informes de la investigación que cierta información había sido ilegalmente transferida a China. Por ello, la tecnología satelital se reclasificó como munición y pasó a englobarse dentro de las restricciones ITAR, bloqueando su exportación a China. En 2002, Space Systems/Loral pagó 20 millones de dólares para zanjar las acusaciones de violar los controles de exportación.

## El lanzamiento fallido
En 1992 y 1993, Space Systems/Loral recibió los permisos del Departamento de Estado de los Estados Unidos para lanzar satélites Intelsat en cohetes chinos. Por aquel entonces, los componentes de satélites estaban todavía bajo restricciones ITAR, siendo transferidos por fases al Departamento de Comercio entre 1992 y 1996. El Intelsat 708 iba a ser lanzado a órbita geoestacionaria a bordo un cohete Larga Marcha 3B.
El 15 de febrero de 1996, el Larga Marcha 3B se desvió de su trayectoria inmediatamente después del despegue, estrellándose en un pueblo cercano al sitio de lanzamiento (muy probablemente en el pueblo de Mayelin). El cohete se destruyó en una explosión enorme y mató a un número desconocido de habitantes.
La naturaleza y la extensión del daño sigue siendo causa de disputas. El gobierno chino, a través de su agencia de noticias oficial Xinhua, informó de que seis personas fallecieron y 57 resultaron heridas. Aun así, las estimaciones estadounidenses sugirieron que entre 200 y 500 personas podrían haber muerto en el siniestro. Cuando se evacuó a los periodistas de la base, encontraron que la mayoría de los edificios habían sufrido serios daños o habían sido reducidos a sus cimientos completamente. Algunos testigos presenciales indicaron haber visto docenas de ambulancias y muchos camiones con camillas, cargados con lo que podrían haber sido restos humanos, siendo llevados al hospital local.
En los años siguientes al suceso, el pueblo que colindaba con el centro de lanzamiento desapareció sin dejar rastro de haber existido nunca. Un análisis posterior por The Space Review averiguó que la población total del pueblo era inferior a 1000 habitantes, que habrían sido evacuados antes del lanzamiento, por lo que habría sido "muy improbable" que hubiera habido centenares de muertes en el accidente.

## La investigación
Tras el lanzamiento fallido, la investigación china descubrió que la unidad de medición inercial había fallado. Las aseguradoras del satélite insistieron no obstante en una comisión de investigación independiente como condición para asegurar futuros lanzamientos con lanzadores chinos. Loral, Hughes, y otras compañías aeroespaciales de los EE. UU. participaron en el comité, el cual emitió un informe en mayo de 1996 identificando una causa diferente del accidente. El informe chino cambió entonces para cuadrar con los hallazgos de la nueva investigación independiente en los EE. UU. A raíz de la investigación, la familia de cohetes Larga Marcha mejoró en fiabilidad y no volvió a fracasar hasta 2011.
En 1997, la Administración de Seguridad de Tecnología de Defensa de los EE. UU. indicó que China habría obtenido "beneficio significativo" del informe resultante de la Comité de Revisión independiente y que pudo mejorar sus vehículos lanzadores, misiles balísticos y sistemas de guiado gracias al mismo. En 1998, el Congreso estadounidense reclasificó la tecnología de satélite como munición sujeta a restricciones ITAR, volviendo el control de exportación del Departamento de Comercio al Departamento de Estado. En 2002, Loral pagó 20 millones de dólares en multas y gastos de conformidad para resolver las alegaciones de violar la normativa de control de exportación.
No se ha expedido ninguna licencia de exportación a China desde 1996, y un oficial en la Oficina de Industria y Seguridad enfatizó en 2016 que "ningún contenido con origen estadounidense puede ir a China, independientemente de su relevancia o de si va incluido en un elemento de fabricación extranjera".
El satélite Intelsat 708 tenía tecnología sofisticada de comunicación y cifrado. Miembros del equipo de seguridad de Loral tuvieron que enfrentarse a un ambiente tóxico en el sitio del accidente para recuperar componentes de carácter sensible, regresando con ojos hinchados y dolores de cabeza fuertes que requirieron terapia con oxígeno. Inicialmente se informó de la recuperación de los equipos de cifrado pero más tarde quedó claro que la placa más importante (denominada FAC-3R) no fue recuperada, pero fue probablemente destruida en la explosión. La NSA mantuvo que "debido a que las placas FAC-3R tenían una codificación única, no hay riesgo para otros satélites, ahora o en el futuro, como consecuencia de no haberlas recuperado".